# Radhošť

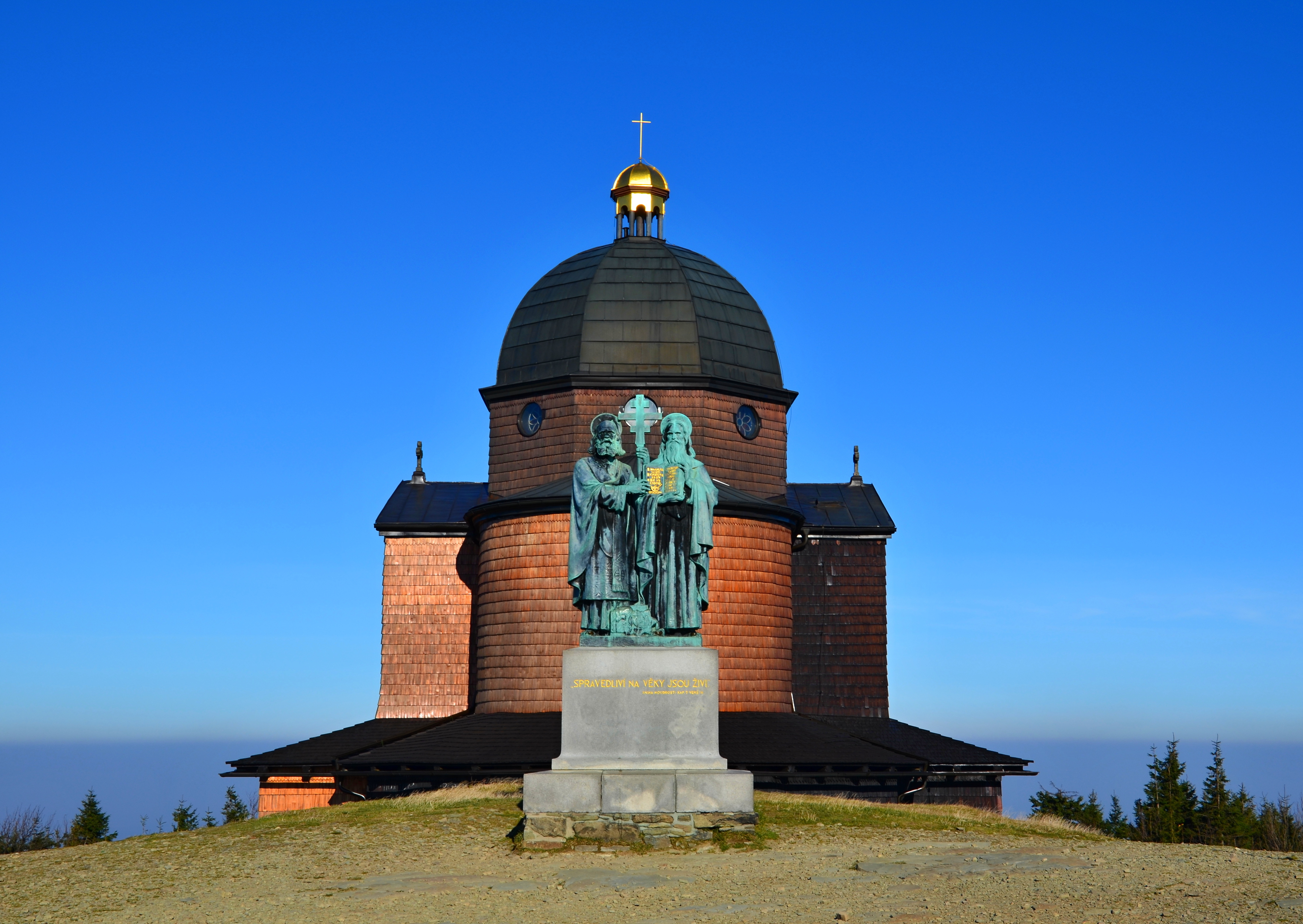
Sculptura „Sfinții Chiril și Metodiu” și capela

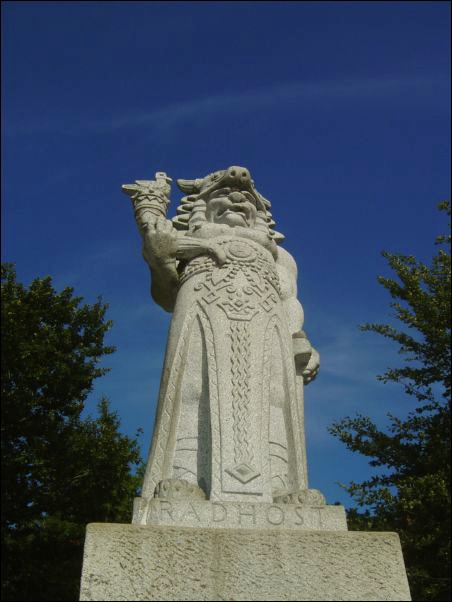
Statuia lui Radegast

Radhošť (pronunție în cehă [ˈradɦoʃc]) este un munte din Republica Cehă. Are o altitudine de 1.129 metri (3.704 ft) și aparține lanțului muntos Beschizi (Beskydy) din Moravia-Silezia (în cehă Moravskoslezské Beskydy, în slovacă Moravsko-sliezske Beskydy). Se află în comunele Dolní Bečva⁠(d) și Trojanovice⁠(d) din regiunile Zlín și Moravia-Silezia, a căror graniță se întinde de-a lungul crestei montane.

## Clădiri și monumente

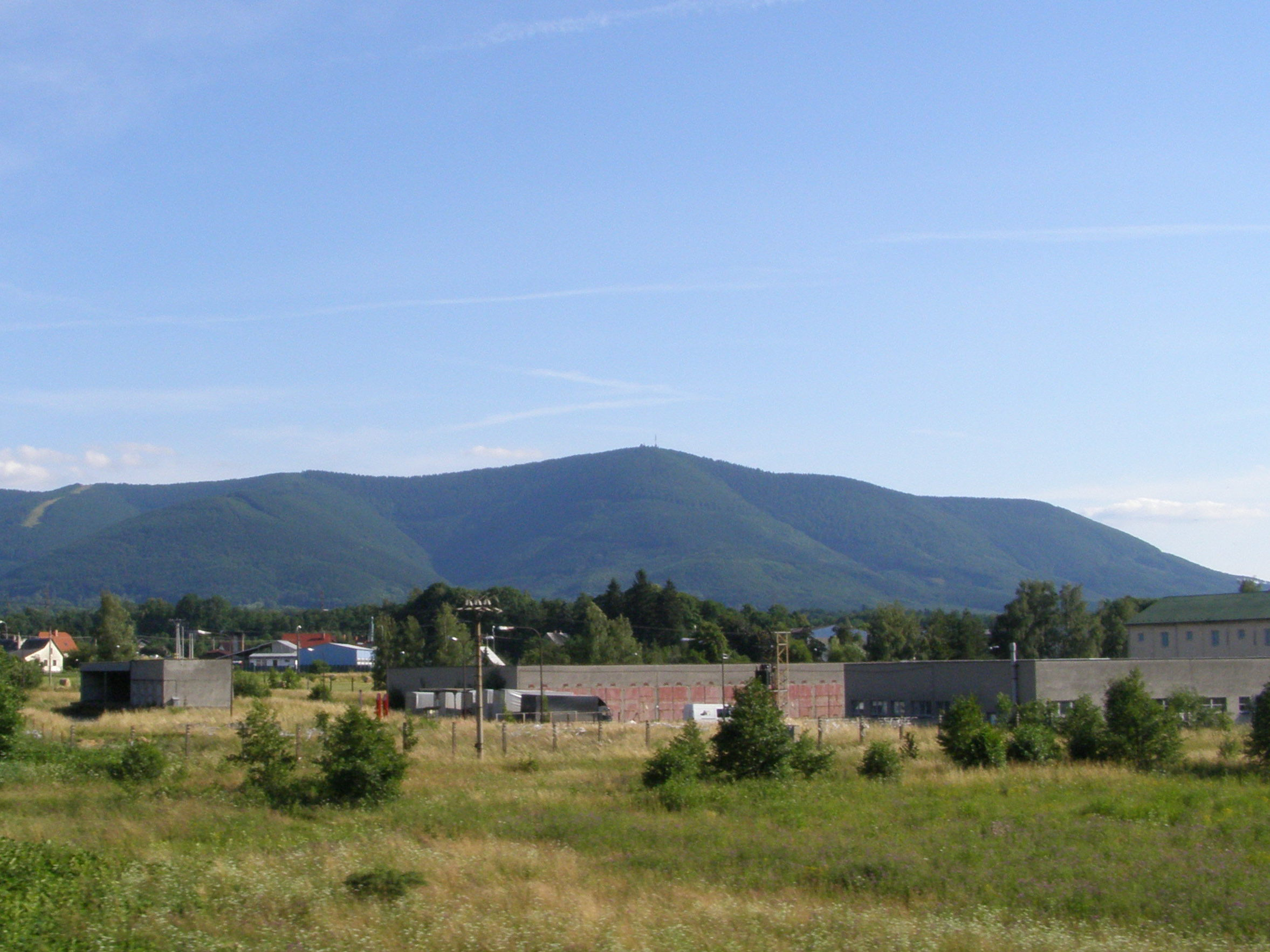
Muntele Radhošť văzut dinspre Frenštát pod Radhoštěm.

O capelă construită în 1898 și o sculptură (în cehă socha Radegasta) a Sfinților Chiril și Metodiu au fost amplasate pe vârful muntelui pentru a glorifica evanghelizarea slavilor de către cei doi sfinți. Fața statuii este îndreptată spre vârf. Statuia a fost creată de sculptorul academic Albin Polasek⁠(d), profesor la muzeul Institutul de Artă din Chicago, născut în Frenštát pod Radhoštěm, Austro-Ungaria. Statuia originală se află în prezent în primăria din Frenštát, iar pe Radhošť există o replică a acesteia, care are o înălțime de 3,2 metri (10 ft) și 3,38 tone. A doua statuie originală, realizată în același timp, se află în Grădina Zoologică din Praga.
Muntele este o destinație populară pentru pelerinaje religioase. Cunoscut ca locul zeului slav Radegast, Radhošť a fost gazda ceremoniilor sacre de bucurie pentru acest zeu în perioada antichității slave. Numele Radhošť este de fapt o versiune în limba cehă a numelui zeului Radegast.
Aici se găsește o potecă Sierra spre muntele Pustevny⁠(d), cu sculptura zeului Radegast pe traseu.

### Simbolismul sculpturii
Sculptura „Sfinții Chiril și Metodiu” a fost creată de sculptorul ceho-american Albin Polasek, la acea vreme șeful departamentului de sculptură al Institutului de Artă din Chicago. Statuia de trei metri se află în fața unei capele care a fost dedicată anterior zeului păgân Radegast. Idolii zdrobiți de la picioarele sfinților reprezintă lucrarea depusă de acești misionari din secolul al IX-lea pentru răsturnarea idolatriei. Aceștia au adus credința creștină în Boemia, Moravia și Slovacia – ulterior unite sub numele de Cehoslovacia. Pe lângă idoli, se găsește o cruce triplă, cunoscută și sub numele Crucea Slavă, o variantă a crucii ortodoxe. Ultimul simbol important este cartea pe care o ține în mână Sfântul Chiril (în dreapta). Sfântului Chiril i se atribuie crearea alfabetului chirilic omonim sau a alfabetului chirilic timpuriu.
O statuie similară se află la Catedrala Sfântul Pavel, Altarul Național al Apostolului Pavel (Cathedral of Saint Paul) din Saint Paul, Minnesota, Statele Unite ale Americii. Această statuie a fost comandată de arhiepiscopul Austin Dowling⁠(d) în 1926 ca un altar pentru imigranții slavi din orașul Saint Paul. Statuia de pe muntele Radhošť a servit ca model pentru cea din orașul Saint Paul.

## Natură
Versanții nordici sunt protejați ca rezervație naturală națională.